# Жвак-галс
Жвак-галс (на нидерландски: zwak-hals) – отрязък на котвената верига из общите ѝ звена.
Единият край с помощта на специална скоба се закрепва към уше в сандъка на котвената верига; Другият край на жвак-галса с помощта на крайно звено и глагол-гак се присъединява к основната част на котвената верига.
Дължината на жвак-галса се избира такава, че при напълно изтеглена котвена верига глагол-гака да се окаже между палубния клюз и шпила.
Словосъчетанието „отпусни до жвака-галса“ означава да се изтегли (отпусне, извади) котвената верига на цялата и дължина. В аварийна ситуация за освобождаване на съда от котва може да се използва местното или дистанционното отключване на гака на жвак-галса.